# Eucerin
Eucerin — немецкий косметический бренд, входящий в группу компаний Beiersdorf AG со штаб-квартирой в Гамбурге. Производит аптечные средства по уходу за кожей лица и тела, а также солнцезащитные и очищающие средства.

## История

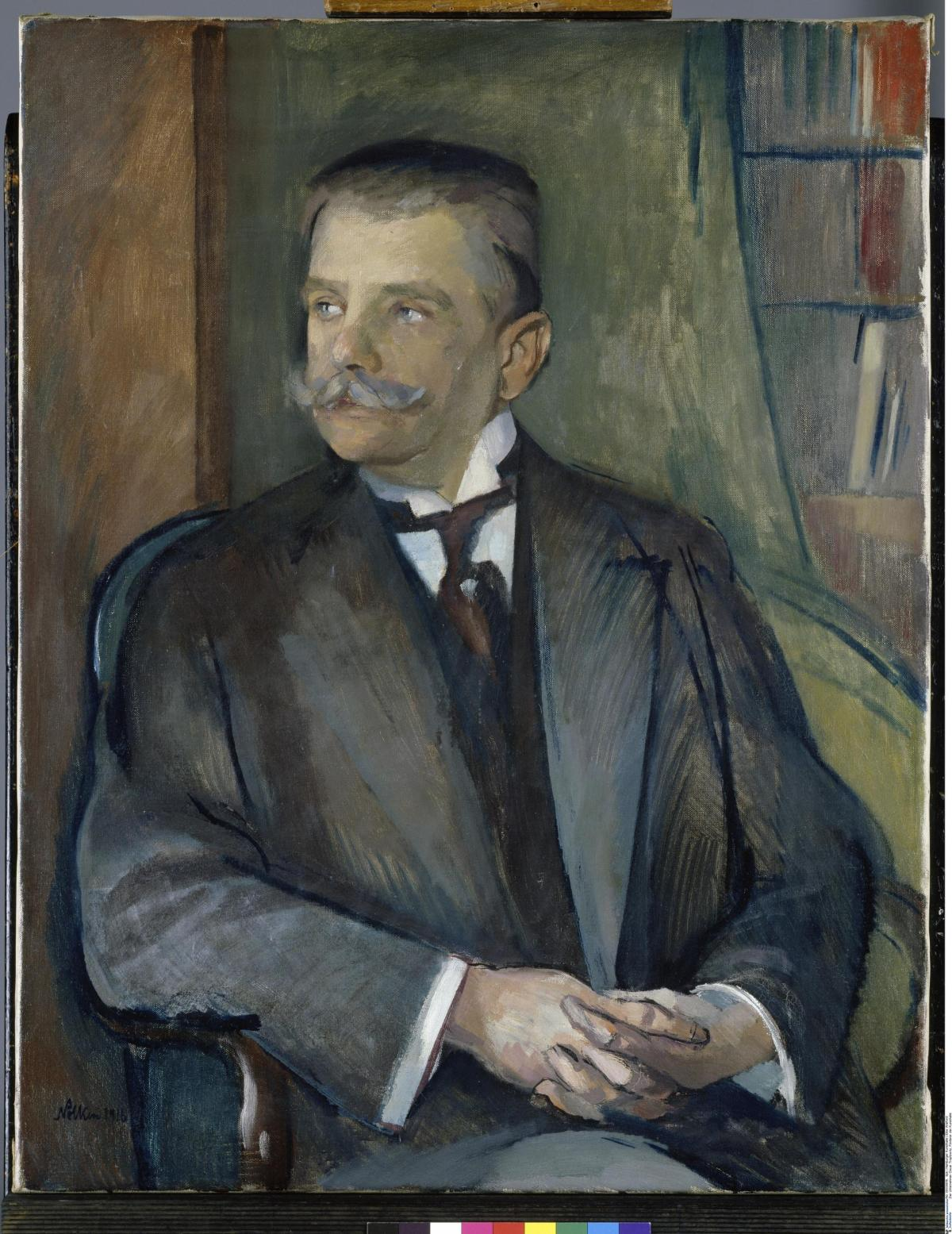
Портрет Оскара Тропловица, 1916

В 1882 г. фармацевт и владелец нескольких гамбургских аптек Пауль Карл Байерсдорф в сотрудничестве с дерматологом, профессором Гамбургского университета Паулем Унной изобрёл пластырь, нанеся на кусок льняной ткани каучук, сосновую смолу и окись цинка. Получив патент на своё изобретение, которое он назвал «гуттаперчевым пластырем» (нем. “Guttaplaste”), он основал компанию Beiersdorf для его производства. Бизнес шёл не слишком удачно, и в 1890 г. Байерсдорф продал свою фирму предпринимателю и меценату Оскару Тропловицу, который начал активно развивать бизнес вместе с бывшим партнёром Байерсдорфа Унной. Сегодня штаб-квартира компании Beiersdorf  расположена в Гамбурге на улице, названной в честь Унны (нем. Unnastraße), а исследовательский институт — в честь Тропловица (нем. Troplowitzstraße).
В 1902 г. химик Исаак Лифшюц получил патент на первый водно-масляный эмульгатор — эвцерит — базу, которую впервые можно было использовать при производстве кремов в фабричном масштабе. Тропловиц нанял Лифшюца по рекомендации Унны и купил патент на эвцерит для своей компании. Эвцерит стал основой для всех кремов брендов Eucerin и Nivea в составе разрастающегося холдинга Beiersdorf.

## Исследования
В 2012 г. в Гамбурге начал свою работу Институт исследования кожи Eucerin. Институт не проводит исследования на животных и использует в работе двойной слепой метод. Среди значимых открытий — доказанная эффективность тиамидола против гиперпигментации кожи средней тяжести. Разработанный Eucerin тиамидол показал себя эффективнее гидрохинона, входящего в состав многих средств для борьбы с патологической пигментацией. Применение гидрохинона ограничено ООН из-за его канцерогенности.